# Saavedra partido
Saavedra egy partido Argentína középpontjától keletre, Buenos Aires tartományban. Székhelye Pigüé.

## Népesség
A partido népessége a közelmúltban a következőképpen változott:
| Év   | Lakosság |
| ---- | -------- |
| 2001 | 19 363   |
| 2010 | 20 749   |